# Le Brûly
Le Brûly (în valonă Li Broûli), cunoscut și sub denumirile Brûly sau Brûly-de-Couvin, este o secțiune a orașului belgian Couvin, situată în Regiunea Valonă, în provincia Namur. Locuitorii sunt denumiți Brûlisiens (Brûlysieni). A fost o comună de sine stătătoare până la fuziunea comunelor din 1977.
Le Brûly se află pe teritoriul Parcului Național Entre-Sambre-et-Meuse (ESEM).

## Cătune
Următoarele cătune aparțin de Le Brûly:
- Le Quatrième
- La Forge du Prince, unde a existat odinioară o forjă a Prințului-Episcop de Liège
- Le Tri Pochau, cunoscut și sub denumirea de Moulin Canaux
- La Prise, la marginea pădurii, denumire ce face referire la jafurile (prise) comise de tâlhari pe acest drum ce duce spre Franța
- Les Sept Frères (probabil o deformare a denumirii Les Sept Frênes – „cei șapte frasini”), aflat în punctul cel mai înalt al comunei, la 375 m altitudine, la mai puțin de un kilometru de Ermitaj, fosta mănăstire a călugărilor Récollets, astăzi dispărută
- La Ferme du Capitaine, ocupată vreme îndelungată de familia Capitaine
- Les Censes Séverin
- Le Moulin Manteau, la graniță spre Gué d’Hossu. Loc cunoscut și sub denumirea Pont du Roy, situat pe vechiul drum dintre Mariembourg și Rocroi, construit în timpul domniei lui Henric al II-lea
- La Tauminerie, situată pe malul pârâului omonim

## Demografie
- 1846: Separarea de Petite Chapelle în 1839
- Sursa: Direcția Generală de Statistică (Belgia), 1831 până în 1970 = recensăminte ale populației, 1976 = populația la 31 decembrie.

## Patrimoniu

### Patrimoniu arhitectural

#### Biserica
Primul sanctuar datează din 1831 și este realizat în stil neoclasic.
Încă dinaintea Primului Război Mondial, biserica din Brûly, dedicată Nașterii Sfintei Fecioare, se afla într-o stare deplorabilă, în special din cauza umezelii. Începând cu anul 1921, s-a pus problema restaurării sale, însă rapid au apărut dificultăți legate de proiectele propuse, până în momentul în care domnul Charles Claes, proprietarul unui vast domeniu forestier, nemulțumit de întârzieri, s-a oferit să suporte cheltuielile lucrărilor de restaurare. Acestea s-au desfășurat în cele din urmă între 1925 și 1928.
După lucrări importante de uscare a pereților, primarului i-au fost prezentate planurile arhitectului Roosenboom din Bruxelles, precum și cele ale unui nou turn, elaborate împreună cu domnul Francis Houtart.
Restaurarea a început în forță: s-a demontat, s-a înlocuit. Clădirea a fost consolidată. A fost construit un turn nou. S-a montat o pardoseală nouă. A fost comandat un drum al crucii pictorului Georges Brasseur. Un orgă construită de firma Cavaillé-Coll din Paris a fost instalată în 1926. Tâmplăria executată în 1845 de meșterul couvinez Chauveheid a fost restaurată și recondiționată.
Un carillon a fost comandat la firma Michiels din Tournai, iar sfințirea clopotelor a avut loc la 2 septembrie 1928. Un nou ceas a fost pus în funcțiune două luni și jumătate mai târziu. Brûly avea o biserică nouă.
Începând din martie 1929, au fost montate vitralii noi, în număr de 15. Acestea sunt remarcabile prin faptul că mulți contemporani sunt reprezentați în ele. Printre altele, vitraliul regal prezintă portretele regelui Albert I și ale reginei Elisabeta, în fundal aflându-se cei trei soldați din sat căzuți pe câmpul de onoare în timpul Primului Război Mondial; vitraliul dedicat Papei Pius al X-lea îi înfățișează pe copiii donatorilor (domnii Claes și baronul Houtart); vitraliul Sfântului Carlo Borromeo îi reprezintă pe Charles Claes tatăl, doi preoți ai parohiei (un fost și unul contemporan), decanul din Couvin și doi călugări capucini de la mănăstirea învecinată din Petite-Chapelle; în sfârșit, vitraliul episcopilor îi prezintă pe Monseniorul Heylen, episcop de Namur, și pe cardinalul Mercier.

#### Capela Notre-Dame de Lourdes
Situată în partea dreaptă a bisericii, datează din prima jumătate a secolului al XIX-lea.

#### Ferma Capitaine
Situată pe strada rue de la Prise. Construită în al treilea sfert al secolului al XIX-lea, își datorează numele primului arendaș care a locuit aici.